# جامعه‌شناسی فرهنگ
جامعه‌شناسی فرهنگ (به انگلیسی: sociology of culture)، و «جامعه‌شناسی فرهنگی» که شاخه‌ای مرتبط با آن است، به تجزیه و تحلیل نظام‌مندِ فرهنگ می‌پردازند و فرهنگ عبارت از مجموعه کدهای نمادی است که توسط اعضای جامعه بکار برده شده و نتیجتاً در جامعه بروز و ظهور می‌یابد. از نظر گئورگ زیمل، فرهنگ اشاره به «پرورش افراد از طریق عاملی از فرم‌های خارجی است که در طول تاریخ تجسم و عینیت یافته‌اند.» در حوزه جامعه‌شناسی، فرهنگ به عنوان روش‌های تفکر و توصیف، کنش‌گری و اشیاء مادی که همگی باهم روش زندگی گروهی از مردم را شکل می‌دهند، مورد ارزیابی قرار می‌گیرد.
رویکرد جامعه شناسان معاصر نسبت به فرهنگ، اکثراً به دو رویکرد «جامعه‌شناسی فرهنگ» و «جامعه‌شناسی فرهنگی» تقسیم‌بندی می‌گردد. این اصطلاحات باهم مشابه هستند، اما مترادف نیستند. جامعه‌شناسی فرهنگ، یک مفهوم قدیمی تر است که بعضی موضوعات و مفاهیم را نسب به بعضی دیگر، کمتر یا بیشتر «فرهنگی» می‌داند. در مقایسه، جفری سی. الکساندر، اصطلاح جامعه‌شناسی فرهنگی را معرفی نمود، رویکردی که تمامی یا بیشتر پدیدارهای اجتماعی را در سطحی به‌طور ذاتی فرهنگی می‌داند. به عنوان مثال الکساندر، یکی از طرفداران پیشتاز «برنامه قوی» در جامعه‌شناسی فرهنگی استدلال می‌نماید: «باور به ممکن بودن جامعه‌شناسی فرهنگی، پذیرفتن این ایده است که هر عمل، مهم نیست چقدر نسبت به محیط خارجی خود مفید، بازتاب دهنده یا اجباری باشد، تا حدی در افق تأثیر و معنا جاسازی شده‌است.» به لحاظ تجزیه و تحلیل، جامعه‌شناسی فرهنگ اغلب می‌کوشد تا برخی از پدیده‌های فرهنگی گسسته را به عنوان محصول پروسه‌های اجتماعی تشریح نماید، در حالی که جامعه‌شناسی فرهنگی به فرهنگ به عنوان بخشی از تشریح پدیده‌های اجتماعی نگاه می‌کند. برخلاف حوزه مطالعات فرهنگی، جامعه‌شناسی فرهنگی تمامی مسائل انسان را به مسئله رمزگذاری و رمزگشایی فرهنگی تقلیل نمی‌دهد. به عنوان مثال، نظریه جامعه‌شناسی فرهنگی پیر بوردیو «به صورت واضح مسائل اجتماعی و فرهنگی را به عنوان دسته‌هایی می‌شناسد که با مسائل فرهنگی دارای پیوند درونی است اما قابل تقلیل به مسائل فرهنگی نیست.»

## توسعه
جامعه‌شناسی فرهنگی برای اولین بار از وایمار آلمان، جایی که جامعه‌شناسانی چون آلفرد وبر اصطلاح Kultursoziologie‏ را به کار بردند، ظهور کرد. در آن زمان، جامعه‌شناسی فرهنگی در جهان انگلیسی زبان به عنوان محصول «تحول فرهنگی» دهه ۱۹۶۰ میلادی مجدداً ابداع گردید و باعث به میان آمدن رویکردهای ساختار گرایانه و پسامدرن در علوم اجتماعی گردید. این نوع از جامعه‌شناسی فرهنگی را می‌توان به صورت نادقیق به عنوان رویکردی در نظر گرفت که ترکیبی از تحلیل فرهنگی و نظریه انتقادی است. جامعه شناسان در اوایل تحول فرهنگی، از روش‌های کیفی و رویکردهای هرمنوتیکی در تحقیقات خود استفاده نموده و روی معانی، کلمات، هنرهای دستی و نمادها تمرکز می‌نمودند. پس از آن «فرهنگ» به عنوان یک مفهوم مهم در شاخه‌های متعدد جامعه‌شناسی مبدل شده‌است، از جمله زیرشاخه‌هایی که از نظر تاریخی، کمی و مبتنی بر مدل بودند، هم چون قشربندی اجتماعی و تحلیل شبکه اجتماعی.

### محققین اولیه
جامعه‌شناسی فرهنگ از تقاطع میان جامعه‌شناسی، توسط نظریه پردازان اولیه مانند مارکس، دورکیم و وبر، و انسان‌شناسی زاده شد. این محققین استراتژی‌های قوم‌نگارانه را برای تجزیه و تحلیل و توصیف انواع گوناگون فرهنگ‌ها در سراسر دنیا به کار بردند. بخشی از میراث توسعه اولیه این حوزه هنوز هم در روش‌ها (بیشتر تحقیقات جامعه‌شناسی فرهنگی کیفی است)، نظریات (انواع رهیافت‌های منتقدانه نسبت به جامعه‌شناسی، در مرکز جوامع تحقیقاتی کنونی قرار دارد) و نواحی اساسیِ مورد تمرکز این حوزه احساس می‌گردد. به عنوان مثال، رابطه میان فرهنگ عوام، کنترل سیاسی و طبقه اجتماعی از جمله مفاهیم اولیه و ماندگار این حوزه بوده‌است.

#### کارل مارکس
مارکس، یکی از مروجان اصلی «نظریه تناقض» استدلال نمود که فرهنگ برای توجیه نابرابری به کار می‌رفت. طبقه حاکم یا بورژوازی فرهنگی را ترویج می‌کنند که منافع آنها را تحکیم و منافع طبقه کارگر (پرولتاریا) را تضعیف می‌نماید. مشهورترین سخن وی دراین رابطه این است: «دین، افیون توده‌هاست». مارکس بر این عقیده بود که «ماشینِ تاریخ» عبارت از مبارزه میان گروه‌های مردم با منافع اقتصادی ناهمگون است، پس این اقتصاد است که روبنای فرهنگی ارزش‌ها و ایدئولوژی‌ها را تعیین کرده‌است. به این دلیل، مارکس یک متریالیست پنداشته می‌شود، چون او بر این باور بود که اقتصاد (ماده) فرهنگ (ایده) را تولید می‌کند. این نظر او در تقابل با نظر هگل قرار دارد، هگل دلیلی می‌آورد که ایده باعث پیدایش ماده است.

#### امیل دورکیم
دورکیم بر این باور بود که فرهنگ دارای روابط متعددی با جامعه است، که عبارتند از:
- منطقی– قدرت بالای افراد بستگی به بعضی دسته‌بندی‌های فرهنگی و عقیدتی دارد، مانند باور داشتن به خدا.
- کاربردی–بعضی شعایر و اسطوره‌ها، با ایجاد باوری قوی در مردم، باعث پیدایش و ایجاد نظم اجتماعی می‌شود. به هر اندازه که تعداد افرادی که به این اسطوره‌ها باور قوی دارند بیشتر شود، نظم اجتماعی نیز به همان اندازه قوی‌تر می‌گردد.
- تاریخی–فرهنگ از اجتماع نشأت گرفته و این تجربه‌ها به چیزهایی مانند نظام‌های طبقه‌بندی تکامل یافت.

#### ماکس وبر
وبر ایدهٔ «گروه وضعیت» را به عنوان یک نوع خاص زیرفرهنگ ابداع نمود. گروه‌های وضعیت براساس موارد ذیل پایه‌ریزی شده‌اند: نژاد، قومیت، دین، منطقه، شغل، جنسیت، تمایل جنسی و … این گروه‌ها بر پایهٔ ارزش‌ها و هنجارهای متفاوت، به سبک بخصوصی زندگی می‌کنند. این ها فرهنگی درون فرهنگی دیگر اند، به همین دلیل برچسب فرهنگ فرعی (یا زیرفرهنگ) بر آنها زده می‌شود. وبر همچنین بر این نظر بود که مردم توسط منافع مادی و ذهنی خود تحریک می‌شدند، شامل چیزهایی مانند تلاش برای خودداری از رفتن به دوزخ. وبر همچنین تشریح می‌نماید که مردم برای اظهار معنویات خود از نمادها استفاده می‌کنند، این نمادها برای اظهار جنبه معنوی رویدادهای واقعی استفاده می‌گردند و این که منافع ذهنی از نمادها نشأت می‌گیرند.

#### کئورگ زیمل
از نظر زیمل، فرهنگ، اشاره به «پرورش افراد از طریق عامل فرم‌های بیرونی است که در طول مسیر تاریخی عینیت یافته‌اند.» زیمل تحلیل‌های خود را در بستر «شکل» و «محتوا» ارائه کرد. همچنین تحلیل‌ها و مفهوم جامعه‌شناسی نیز قابل رؤیت است.

## عناصر یک فرهنگ
از آنجا که دو فرهنگ کاملاً مشابه وجود ندارد، اما تمامی آنها دارای ویژگی‌های مشترکی هستند.
یک فرهنگ شامل موارد ذیل می‌باشد:
1. ساختار اجتماعی: اعضای خود را به لحاظ ساختاری به گروه‌های کوچک‌تری تقسیم می‌نماید تا مقتضیات مشخص فرهنگی را برآورده نمایند. طبقات اجتماعی که به ترتیب اهمیت (وضعیت) رده‌بندی شده‌اند مبتنی بر ارزش‌های اساسی فرهنگ‌ها می‌باشد. به‌طور مثال، پول، شغل، تحصیل، خانواده و غیره.
2. رسوم و عادات: قواعد رفتاری مبتنی بر اعتقادات فرهنگی در مورد صحیح و غلط، مانند رسوم، عادات، قواعد یا قوانین مکتوب.
3. نمادها: هر آن چیزی که دارای یک معنی ویژه بوده و از جانب مردمی که دارای فرهنگ مشترک هستند شناخته می‌شود.[۸]
4. هنجارها: قواعد و توقعاتی که یک جامعه بر مبنای آن رفتار اعضای خود را تنظیم می‌نماید. هنجارها به دو دسته «عرف‌ها»[ح] و «آداب و رسوم»[خ] تقسیم می‌گردند. عرف‌ها عبارت از هنجارهایی هستند که بصورت گسترده مراعات می‌گردند و از اهمیت اخلاقی بالای برخوردارند. آداب و رسوم به هنجارهای گفته می‌شود که در تعاملات روزمره و عادی به کار می‌روند.

## ارجاعات
1. ↑  "the sociology of culture versus cultural sociology | orgtheory.net". orgtheory.wordpress.com. Retrieved 2014-10-01.
2. ↑  "Sociology of Culture and Cultural Sociology". blog.lib.umn.edu. Archived from the original on 2015-05-05. Retrieved 2014-10-01.
3. ↑  The Meanings of Social Life: A Cultural Sociology By Jeffrey C. Alexander https://books.google.com/books?id=CIA3AwAAQBAJ&lpg=PT10&ots=csNoAH4xzN&dq=%22cultural%20turn%22&lr&pg=PT18#v=onepage&q&f=false
4. ↑  Griswold, W.; Carroll, C. (2012). Cultures and Societies in a Changing World. SAGE Publications. ISBN 978-1-4129-9054-7.
5. ↑  Rojek, Chris, and Bryan Turner. "Decorative sociology: towards a critique of the cultural turn." The Sociological Review 48.4 (2000): 629-648.
6. ↑  http://www.nyu.edu/classes/jackson/calhoun.jackson.theory/papers/A--MarxGeneral.pdf
7. ↑  Levine, Donald (ed) 'Simmel: On individuality and social forms' Chicago University Press, 1971. pxix.
8. ↑  Gerber, John J. , and Linda M. Macionis (2011). Sociology (7th Canadian ed.). Toronto: Pearson Canada. pp. 59–65. ISBN 978-0-13-700161-3.{{cite book}}:  نگهداری یادکرد:استفاده از پارامتر نویسندگان (link)